# 山根千芽
山根 千芽（やまね ちはる、1989年8月19日 - ）は、日本のグラビアアイドル。

## 経歴
静岡県出身。ミス東スポ2015ファイナリスト、準日テレジェニック2011、ミスアクション2014特別賞、元パステル☆ジョーカー1期生。旧芸名は川上 さり。

## 出演

### バラエティ
- NEXT Break 新世代 Idol POP Festa in Summer（2011年、スカパー）

- 333 トリオさん（2011年、テレビ朝日）

- アイドルの穴〜日テレジェニックを探せ!〜（2011年、日本テレビ）

- 全力坂（2011年6月2日・8日、テレビ朝日）

- 音龍門（2011年、日本テレビ）

- バカソウル（2011年、テレビ東京）

- このへんトラベラー（2012年、テレビ東京）

- ハッピーMusic（2012年、日本テレビ）

- 千原芸能社（2012年3月29日、関西テレビ）

- 革命!グラドル新党（2014年、スカパー! アイドル専門チャンネルPigoo）

- ハックツベリー（2014年、テレビ東京）

- トップアイドル育成バラエティーd☆d〜だれでもだいすき（2014年、テレビ埼玉）

### ミュージックビデオ
- 忘れらんねえよ『CからはじまるABC（ちょっと興奮してしまったバージョン）』（2011年、VAP ）

### 映画
- 私の奴隷になりなさい 第三章 おまえ次第（2018年、KADOKAWA） - 美里 役

### 雑誌
- BOMB（2011年4月、学研）
- ヤングマガジン（2011年4月18日、講談社）
- ヤングアニマル（2011年8月、秋田書店）

- Bejean（2012年1月号、ジーオーティー） - 私立Bejean女学院

### CM
- 忘れらんねえよ『CからはじまるABC』（2011年、VAP） - プロモーションTVCM

### ラジオ
- カンムリラジオ（2012年6月16日、ラジオ日本）
- アクトレース・ドラフト会議前々夜祭SP！（2013年9月26日、下北FM）
- THE BREEZE（2014年4月25日、FM横浜放送）

### 書籍
- アキバでロマンス アイドルと一緒に学ぶオタ芸（2013年、スコラムック）